# Tapolykomlós
Tapolykomlós (szlovákul: Chmeľovec, korábban Komlóš) község Szlovákiában, az Eperjesi kerület Eperjesi járásában.

## Fekvése
Eperjestől 14 km-re északkeletre, az Alacsony-Beszkidek déli részén, a Szekcső-patak keleti mellékvizének felső folyásánál fekszik.

## Története
A település a 12. század második felében keletkezett. 1251-ben „Cumlous” alakban említik először. A 13. században uradalmi központ, melyhez hat falu tartozott. 1311-ben „Komlos”, 1351-ben „Komlos alebo Nadfeu” alakban említik a korabeli források. 1427-ben 12 portával szerepel a dézsmajegyzékben a Bán család birtokában. 1789-ben 473 házában 304 lakos élt.
A 18. század végén Vályi András így ír róla: „KOMLÓS. Tót falu Sáros Várm. földes Ura Izdenczi Uraság, lakosai katolikusok, többen evangelikusok, fekszik Posfalvának szomszédságában, és annak filiája. Ildik András Király helyheztette ide 1212dikben a’ Jerusalemi szent temetkező helyről nevezett Szerzeteseket, kiket Ivdik Béla 1244dikben meg is erőssített. Határja ha jól miveltetik őszi gabonát is terem, réttye kétszer használtatik, legelője, és fája mind a’ két féle van, piatzozása közel Eperjesen.”
1828-ban 42 házát 329-en lakták. Lakói mezőgazdasággal, állattartással foglalkoztak, mindvégig mezőgazdasági jellegű község volt. Később lakóinak egy része Eperjes üzemeiben dolgozott.
Fényes Elek 1851-ben kiadott geográfiai szótárában így ír a faluról: „Komlós, Sáros vmegyében, tót falu, Pósfalu fil. 222 kath., 108 evang., 14 zsidó lak. Nemes udvarok. Középszerü határ. Erdő. II. András egy, Jerusalem hegyéről nevezett szerzetes házat alapitott itt 1212-ben. F. u. Izdenczy.”
1920 előtt Sáros vármegye Eperjesi járásához tartozott.

## Népessége
| Év:            | 1994. | 2004.   | 2014.   | 2024.   |
| -------------- | ----- | ------- | ------- | ------- |
| Emberek száma: | 402   | 436     | 442     | 466     |
| Eltérés:       |       | +8,45 % | +1,37 % | +5,42 % |

| Év:            | 2023. | 2024.   |
| -------------- | ----- | ------- |
| Emberek száma: | 451   | 466     |
| Eltérés:       |       | +3,32 % |

1910-ben 258, túlnyomórészt szlovák lakosa volt.

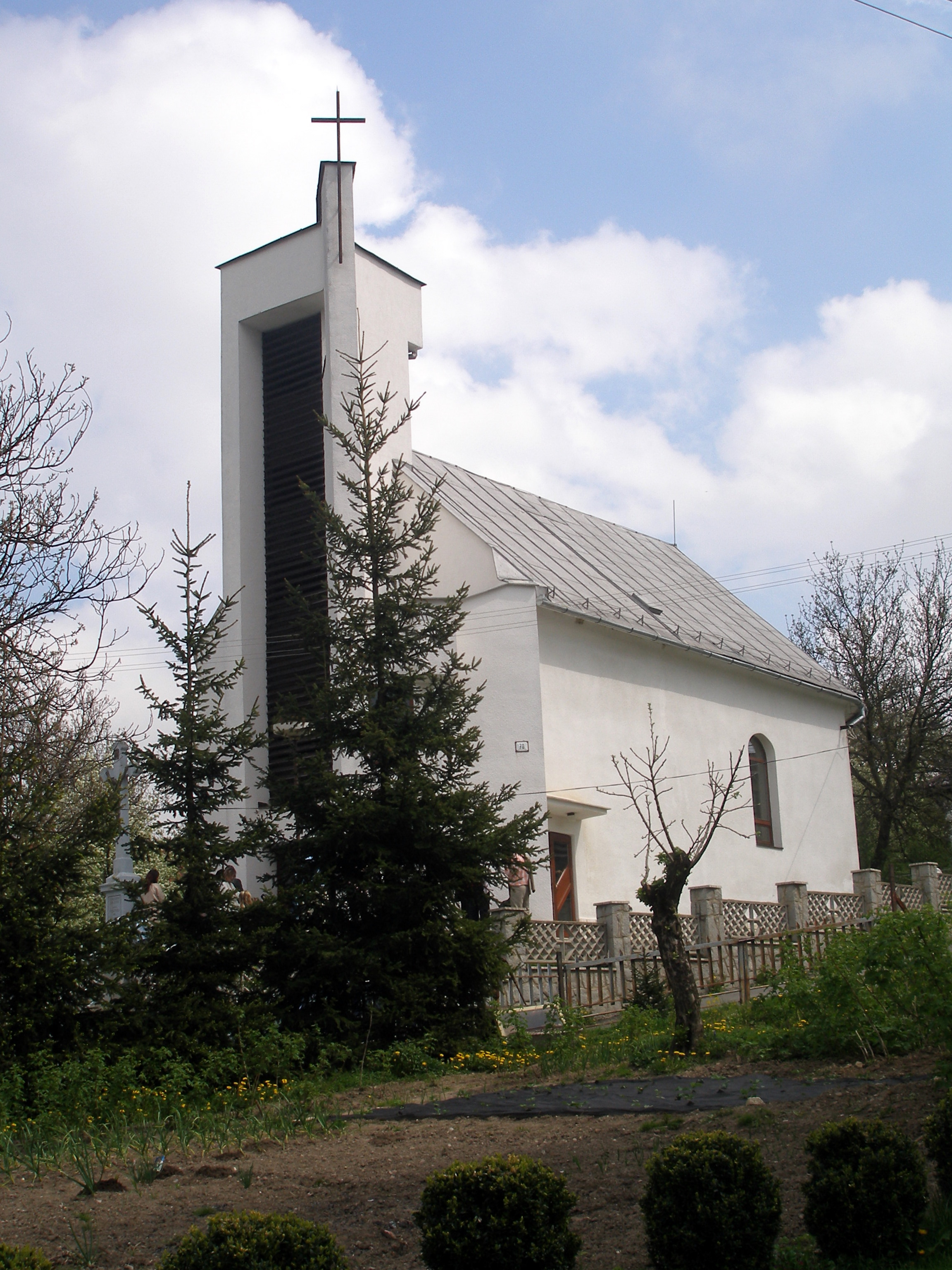
A katolikus templom

2001-ben 420 szlovák lakosa volt.
2011-ben 436 lakosából 429 szlovák.

## Nevezetességei
- Evangélikus temploma a 13. század első felében készült román stílusban, a 20. század elején átépítették.
- Római katolikus temploma 1784-ben épült, 1922-ben bővítették.
- Kastélya a 18. század második felében készült, a 19. század második felében átépítették.